# پلامستد
پلامستد (به انگلیسی: Plumstead) یک شهرک و ناحیه در بریتانیا است که در منطقه سلطنتی گرینویچ واقع شده‌است. پلامستد ۴۷٬۱۴۵ نفر جمعیت دارد.